# Christuskirche (Bad Breisig)

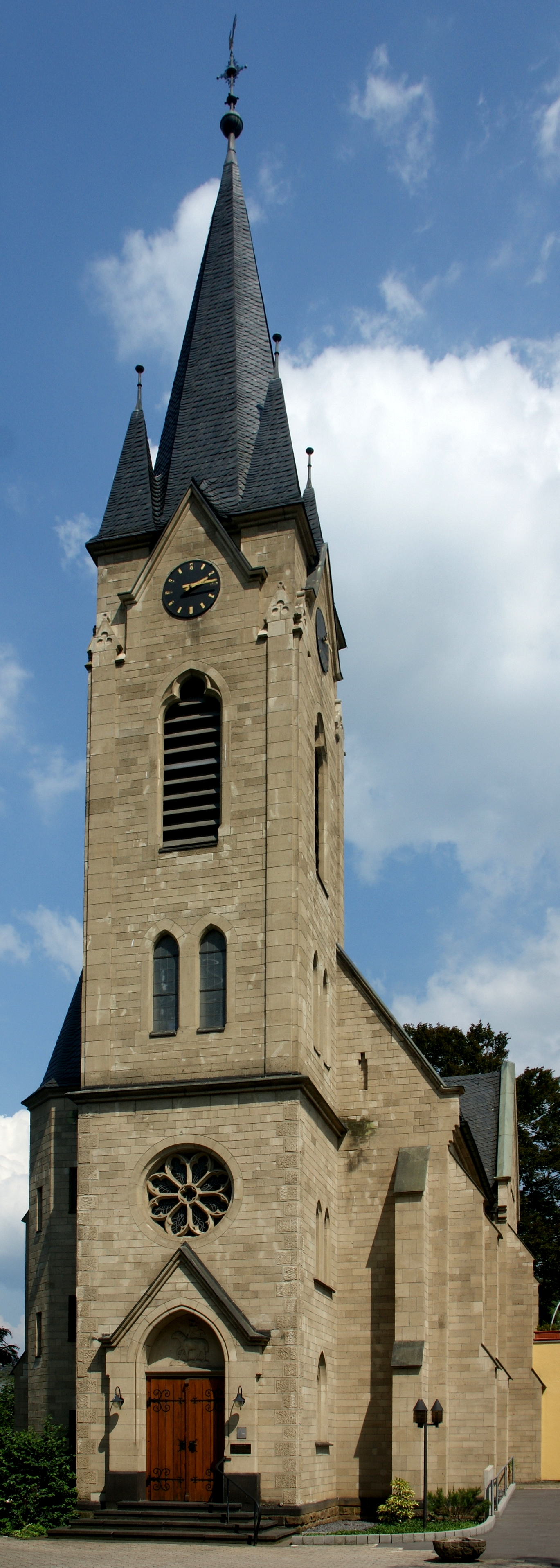
Christuskirche

Die Christuskirche ist ein denkmalgeschützter evangelischer Sakralbau in der Kurstadt Bad Breisig im Landkreis Ahrweiler in Rheinland-Pfalz. Sie gehört zur Evangelischen Kirchengemeinde Bad Breisig im Kirchenkreis Koblenz der Evangelischen Kirche im Rheinland.

## Geschichte und Architektur

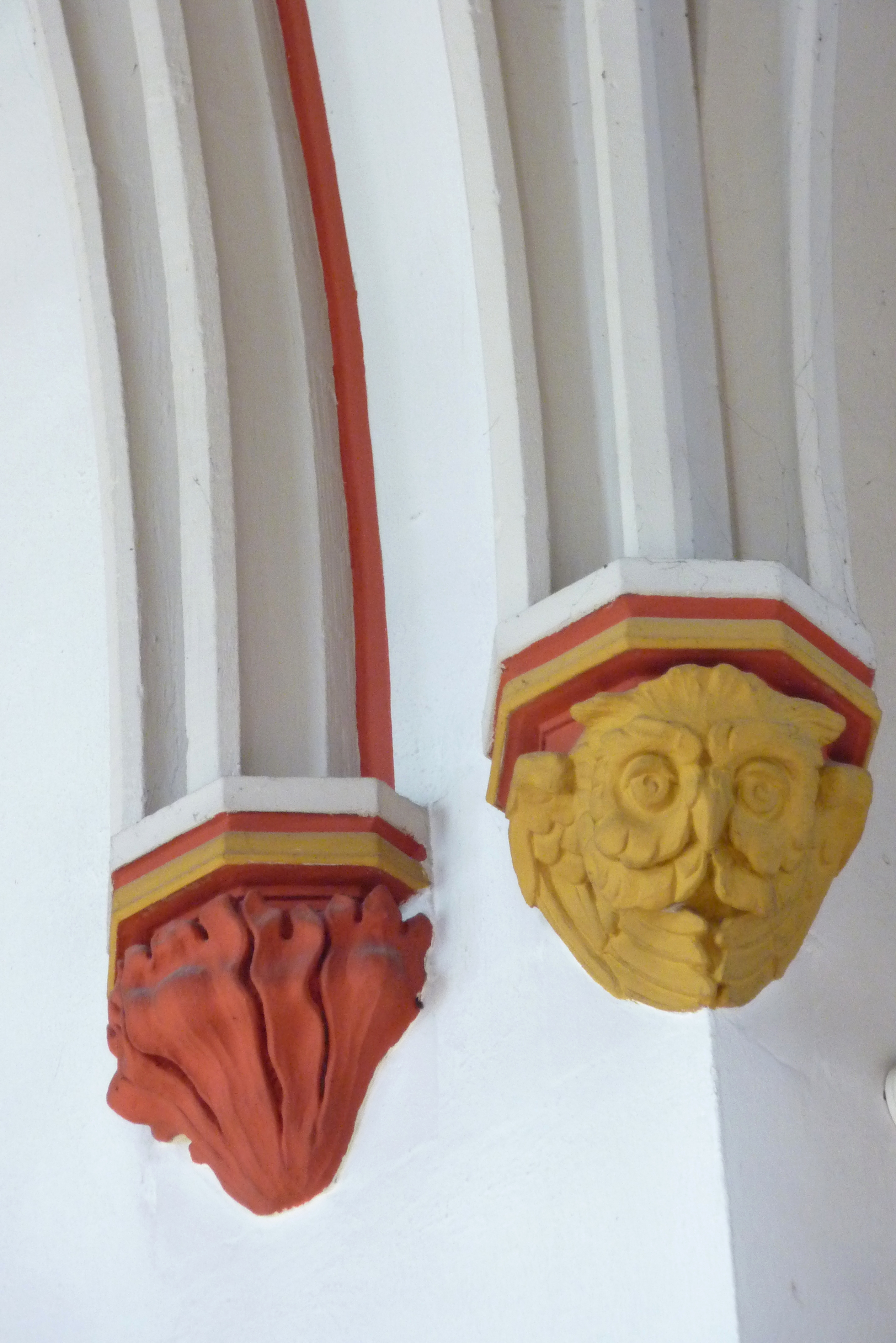
Kreuzrippen-Symbole

Die Grundsteinlegung der im neugotischen Stil erbauten Kirche fand am 2. Juni 1901 statt. Eingeweiht wurde sie am 8. Dezember 1902. Vorher hatte die Gemeinde ihre Gottesdienste in der Kapelle der Burg Rheineck gefeiert.
Das aus Ziegelsteinen bestehende Mauerwerk, welches über einem Bruchsteinsockel errichtet wurde, ist mit heimischem Tuffstein verblendet, der auch für das Tympanon-Relief über dem Portal verwendet wurde. Das Relief stellt das Gotteslamm dar.
Das Innere des Kirchenschiffs ist geprägt von Kreuzrippenkonsolen, welche in verschiedenen Darstellungen von Weinlaub und Eichenblättern auslaufen. Wie in der mittelalterlichen Architektur sind all diese Blattdarstellungen voneinander verschieden. Weitere Details sind eine Eule an der nordwestlichen und ein Engelskopf an der südwestlichen Konsole. Sinnbildhaft verdeutlichen die Eule die menschliche Weisheit und der Engelskopf die göttliche Eingebung.

## Orgel

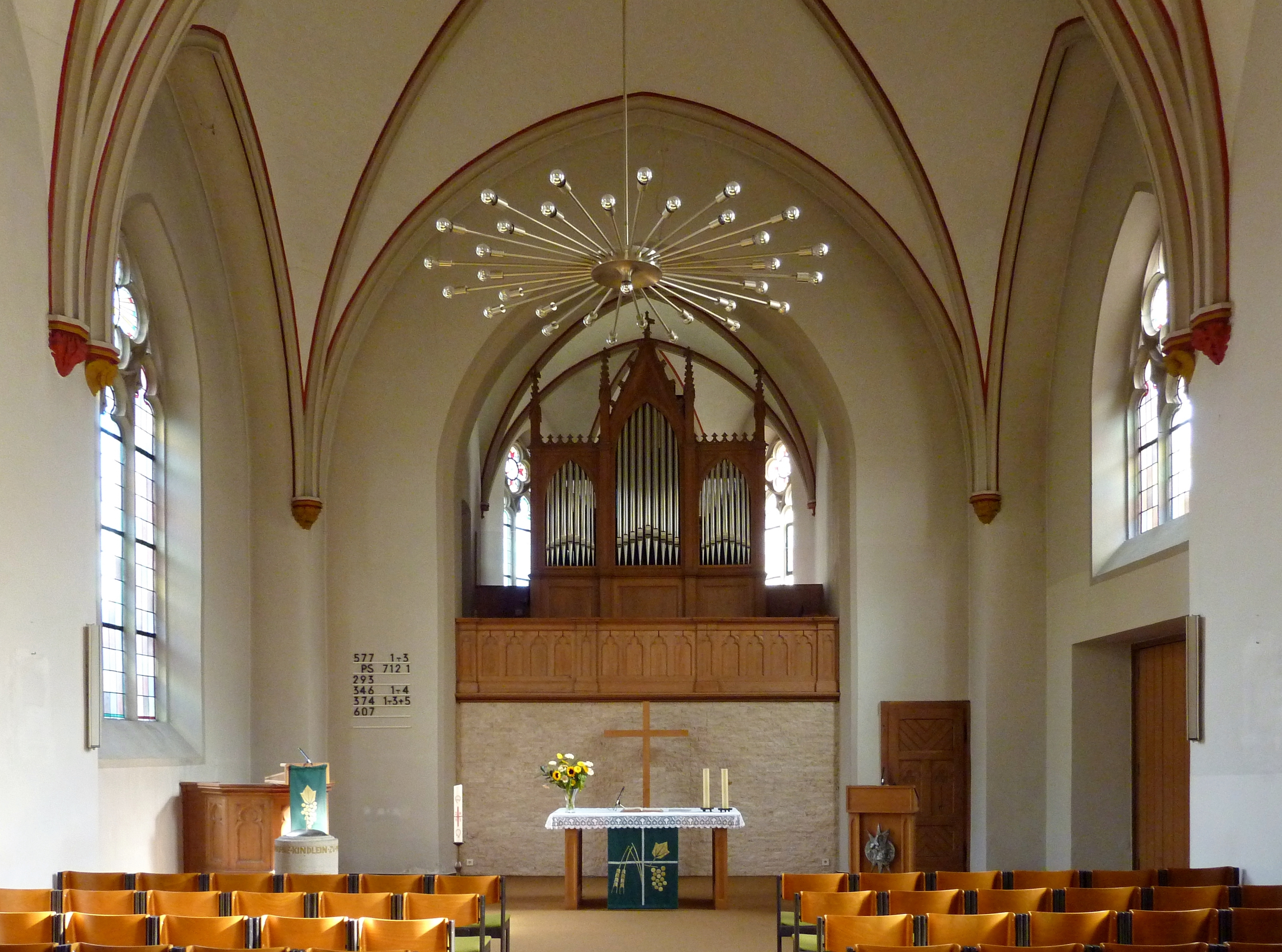
Blick auf die Orgelempore

Seit 1905 bildet die Orgelempore den oberen Teil der Apsis. Die denkmalgeschützte Orgel von 1872 ist ein Werk der Orgelbauerfamilie Stumm und wurde 1905 von der Gemeinde Remagen erworben. Sie besitzt zehn Register im Manual, zwei Register im Pedal, eine Pedalkoppel und insgesamt 624 Pfeifen, welche durch eine mechanische Traktur zum Klingen gebracht werden.
Die Orgelbauwerkstatt Johannes Klais restaurierte das Instrument 1977. 20 Jahre später erfolgte eine weitere Restaurierung durch die Firma Van Vulpen aus Utrecht; zum 100. Kirchjubiläum wurde die Orgel 2001 noch einmal vollständig überholt.

## Glocken
Die älteste Glocke der Christuskirche ist die so genannte Patenglocke von 1601 aus Gnewin im Kreis Lauenburg in Pommern. 1953 kamen die kleine Gebetsglocke und die große Sterbeglocke hinzu. Sie wurden von der Glocken- und Kunstgießerei Rincker aus der mittelhessischen Gemeinde Sinn im Lahn-Dill-Kreis gegossen und auf die Patenglocke abgestimmt.
Die drei Glocken tragen jeweils die Inschriften „Dienet dem Herrn mit Freuden“, „Lobet den Herrn in seinen Heiligen“ und „Erkennet, dass ich der Herr bin“.

## Denkmalschutz
Die Evangelische Kirche Oberwinter ist in der Liste der Kulturdenkmäler in Bad Breisig verzeichnet.